# Hárai Ágnes
Hárai Ágnes névvariáns: Háray Ágnes (Budapest, 1960. február 1. –) magyar bábművész, színésznő.

## Életpályája
Bábszínészképző Tanfolyamon végzett, diplomáját 1981-ben kapta meg, és az Állami Bábszínház szerződtette. 1992-től a jogutód Budapest Bábszínház társulatához tartozott. Bábosként szerepelt a Budaörsi Latinovits Színházban is. 1985-ben Állami Ifjúsági Díjjal tüntették ki.

## Színházi szerepeiből
- Carlo Gozzi – Heltai Jenő: A szarvaskirály... Clarice
- L. Frank Baum: Óz, a nagy varázsló... Dorka
- Hans Christian Andersen – Szilágyi Dezső: A bűvös tűzszerszám... királylány; kocsmárosné
- Grimm fivérek – Károlyi Amy: Hófehérke... Hófehérke
- Ignácz Rózsa: Tündér Ibrinkó... Pöszke
- Tersánszky Józsi Jenő: Misi mókus vándorúton... Muci (Kígyó)
- Kormos István – Giovannini Kornél: Vackor Mackó... Mesés óvónéni
- Urbán Gyula: Párnamesék... Kisgömböc
- Lázár Ervin: A legkisebb boszorkány... Király Kis Miklós anyja
- Lázár Ervin: Berzsián és Dideki... Durik Maris
- Mészöly Miklós – Polgár András: Az atléta halála... bábos
- Szabó Borbála – Varró Dániel: Lira és Epika... anyakönyvvezető; katona; szolga

## Filmes, televíziós szerepei
- Nyúl a cilinderben (1983)
- Casanova (2015)
- Kincsem (2017)